# 2008年チェコ議会上院選挙
2008年チェコ元老院議員選挙（2008ねんチェコげんろういんせんきょ）は、中欧地域に位置するチェコ共和国の立法府上院である元老院を構成する議員を改選するため、2008年10月に投票が行われた選挙である。

## 選挙制度の概要
定数：81議席
- 小選挙区制（2回投票制）
  - 第1回投票：絶対多数の得票を得た候補が当選。絶対多数票を得た候補がいない場合は、1週間後に2回目の投票が行われる。
  - 第2回投票：第1回投票における上位候補2名で行われ、相対多数の得票を得た候補が当選。
- 選挙区：81選挙区（3分の1を2年毎に改選）
- 選挙権：18歳以上のチェコ共和国の国民
- 被選挙権：40歳以上のチェコ共和国の国民

## 選挙結果
投票日
第1回投票：2008年10月17日～18日
第2回投票：2008年10月24日～25日
改選議席数：27議席
|            | 第1回     | 第2回     |
| ---------- | --------- | --------- |
| 登録有権者 | 2,852,506 | 2,764,218 |
| 投票者数   | 1,127,259 | 825,126   |
| 投票率     | 39.52%    | 29.85%    |
| 投票数     | 1,115,868 | 824,490   |
| 有効投票数 | 1,047,358 | 822,353   |
| 有効投票率 | 93.86%    | 99.74%    |

| 党派                          | 議席数 |
| ----------------------------- | ------ |
| チェコ社会民主党 ČSSD         | 23     |
| 市民民主党 ODS                | 3      |
| ボヘミア・モラビア共産党 KSČM | 1      |
| 合計                          | 27     |

| 上院の会派                                        | 議席数 | 議席率 |
| ------------------------------------------------- | ------ | ------ |
| 市民民主党 ODS                                    | 36     | 44.4   |
| チェコ社会民主党 ČSSD                             | 29     | 35.8   |
| キリスト教民主連合-チェコスロバキア人民党 KDU-ČSL | 7      | 8.6    |
| 開かれた民主政 Otevřená demokuracie               | 6      | 7.4    |
| 無所属                                            | 3      | 3.7    |
| 合計                                              | 81     |        |

- 出典
  - Poll in election districts for 1st and 2nd rounds（チェコ統計局）
  - 「チェコ上院選挙結果」。ポスト社会主義諸国の政党・選挙データベース作成研究会編『ポスト社会主義諸国　政党・選挙ハンドブックⅡ』（京都大学地域研究統合情報センター）、17～19頁
- 注：選挙結果は、選挙のために登録された選挙政党（volební strana）によるものである。また選挙後の上院会派は、議員の所属会派によるものであるため、「選挙政党」と所属会派は、必ずしも一致しない。